# Hong Kong Indigenous
Hong Kong Indigenous (Hongkongští domorodci) je lokální politická skupina založená v roce 2015, známá svým antikomunismem, tvrdými postoji k pevninské Číně a militantními metodami protestů, včetně násilných střetů s policií. Důvodem vzniku skupiny byl silný pocit původní hongkongské identity, který se částečně zrodil díky Deštníkovému hnutí, a nespokojenost s fungováním hlavního proudu hongkongského demokratického hnutí. Je součástí spektra hongkongských lokalistických (nativistických) hnutí, kam patří i Youngspiration, Civic Passion, Scholarism (Alliance Against Moral & National Education), Hong Kong National Party, Democratic Progressive Party of Hong Kong, Neo Democrats, Alliance of Resuming British Sovereignty over Hong Kong and Independence, Hong Kong Resurgence Order nebo Demosisto. Protestuje za zachování jazyka, kultury a tradic Hongkongu a proti poškozování hongkongské ekonomiky čínskými obchodníky nebo změnám školského systému Hongkongu. Zakladateli skupiny byli Edward Leung a Ray Wong. Edward Leung je autorem hesla protestů “Liberate Hong Kong, revolution of our times".

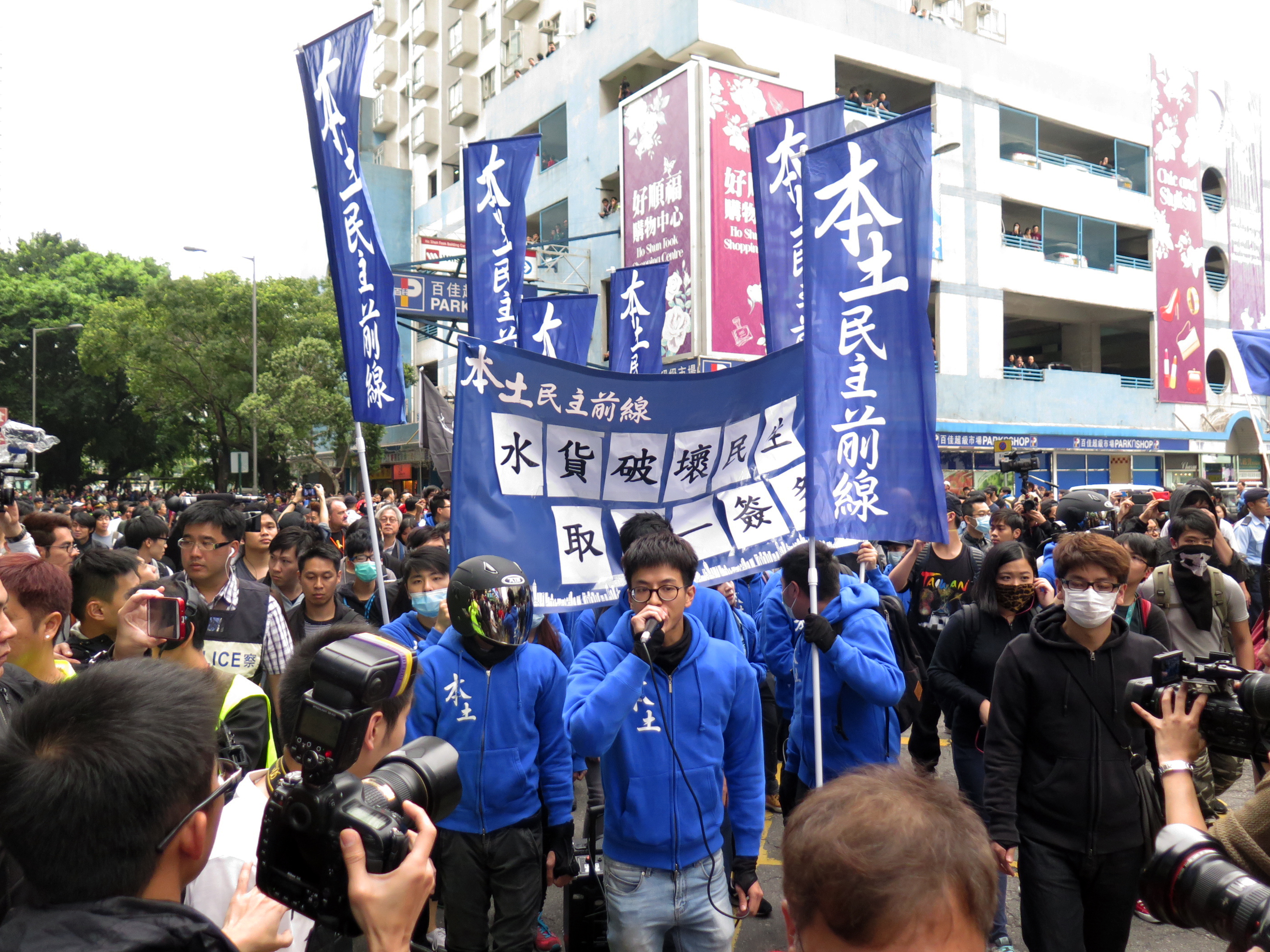
HK Indigenous na demonstraci 2015

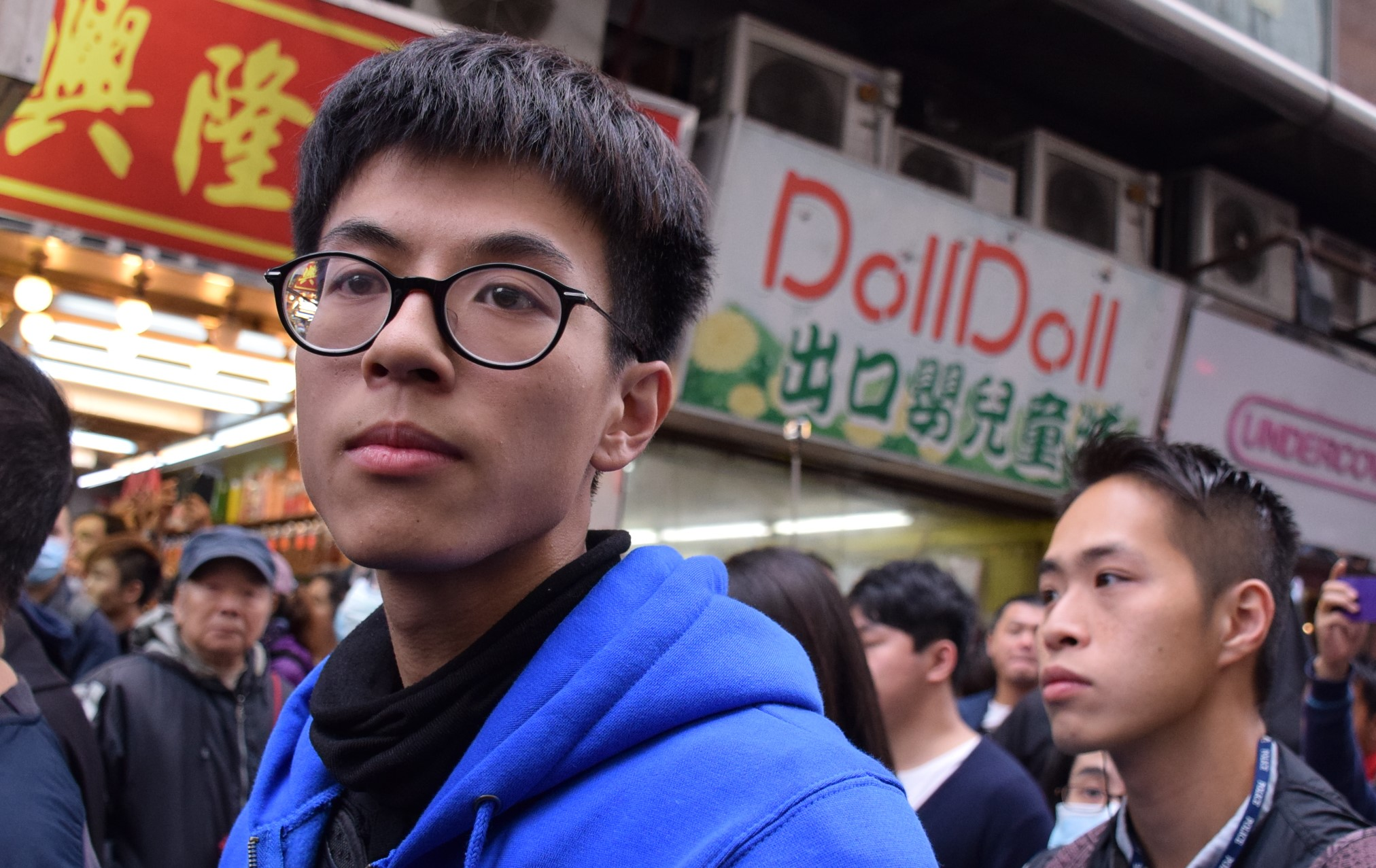
Ray Wong na demonstraci 2015

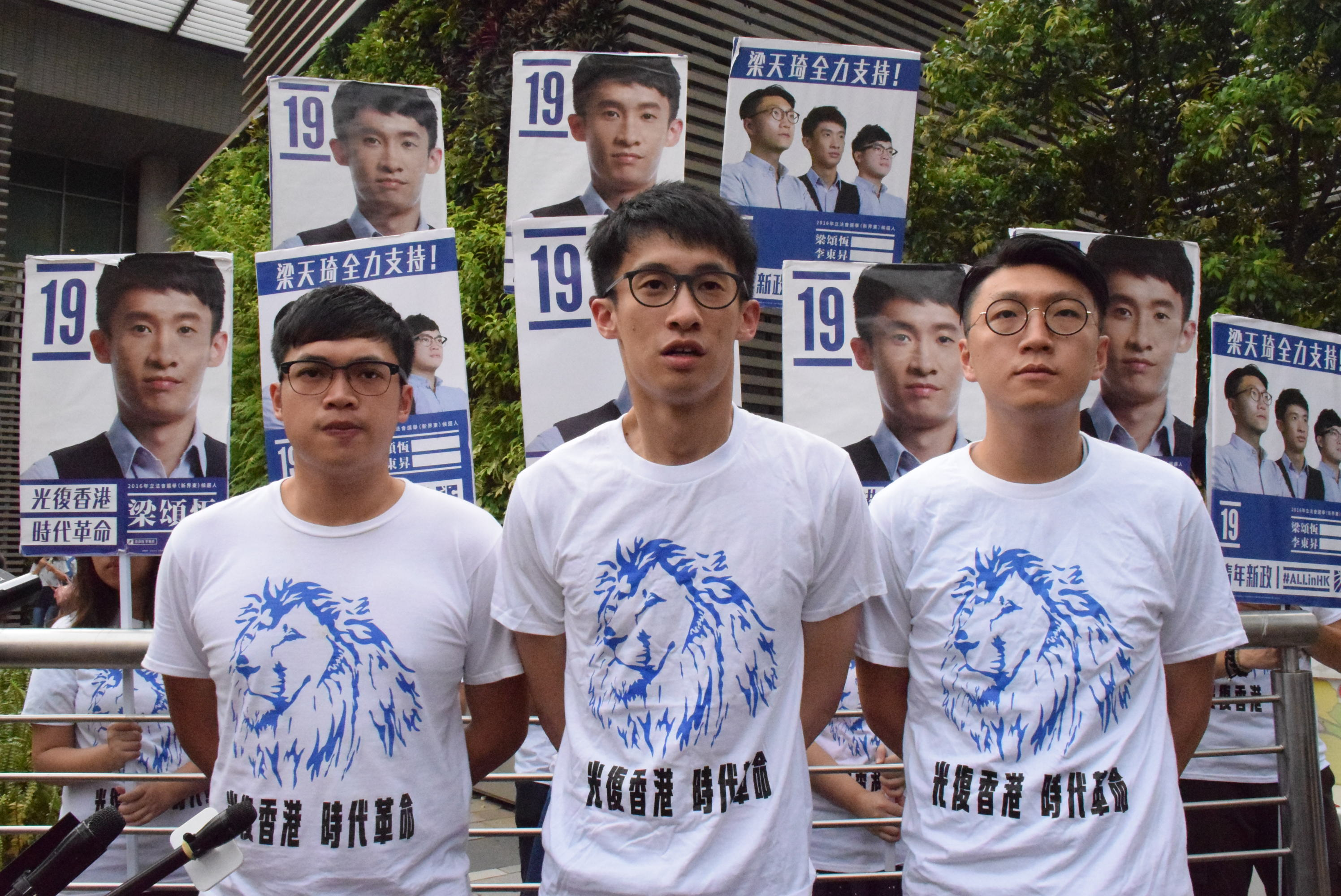
kandidáti voleb v Hongkongu r. 2016, Edward Leung uprostřed

## Historie
Hong Kong Indigenous založila v lednu 2015 skupina mladých lidí, kteří se zúčastnili protestů v Hongkongu v roce 2014. Prosazují odtržení Hongkongu od Číny a vytvoření městského státu. Spolu s další nativistickou skupinou Civic Passion zorganizovala počátkem roku 2015 protesty proti rostoucímu přílivu nakupujících z pevninské Číny, kteří se zapojili do paralelního obchodování a cestují i několikrát denně mezi Hongkongem a pevninou. Z Hongkongu tak mizely některé produkty, jako dětské mléko nebo pleny, kterých byl na pevnině nedostatek. Během protestů docházelo ke střetům s policií. Po třetí demonstraci ústřední vláda uvedla, že omezí cesty obyvatel Šen-čenu na jednu návštěvu týdně.
Nesouhlasí se zvýšeným používáním standardní mandarínštiny v hongkongských školách namísto původní kantonštiny. Tvrdí také, že rostoucí počet migrantů z pevninské Číny - v důsledku vydávání jednosměrných cestovních povolení pro obyvatele pevninské Číny, nad nimiž nemá Hongkong žádnou kontrolu - by měl za následek "rozředění poměru místních obyvatel" a "připravení místních obyvatel o zdroje", zejména v oblasti základních škol, veřejného bydlení a některých pracovních míst.
V lednu 2016 skupina oznámila kandidaturu svého čtyřiadvacetiletého člena Edwarda Leunga v doplňovacích volbách ve Východních Nových teritoriích v roce 2016, které byly vyvolány odstoupením zákonodárce Občanské strany Ronnyho Tonga. Leung získal 66 524 hlasů (asi 15 %), umístil se na třetím místě a zvolen nebyl. Lepší než očekávaný výsledek byl ale považován za velkou podporu lokálpatriotů.
V únoru 2016, během novoročních svátků, se skupina aktivně zapojila do násilných střetů s policií ve čtvrti Mong Kok v akci na ochranu místních pouličních stánkařů před vládním zásahem. Mluvčí a kandidát v doplňovacích volbách do Legislativní rady Edward Leung Tin-kei a asi 20 členů a dobrovolníků skupiny byli zatčeni. Svolavatel protestů Ray Wong Toi-yeung odmítl tvrzení, že by násilné střety podněcovali, a uvedl, že tam byli pouze proto, aby bránili pouliční stánkaře. Vyzval obyvatele Hongkongu aby vytrvali a bránili své hodnoty.
Ve volbách do Legislativní rady v roce 2016 měl Edward Leung opět kandidovat ve Východních nových teritoriích. Volební komise zavedla nové volební opatření, podle kterého museli všichni kandidáti při nominaci podepsat dodatečný "potvrzovací formulář", v němž souhlasí, že Hongkong je nezcizitelnou součástí Číny, jak je stanoveno v Základním zákoně Hongkongu. Leung nejprve odmítl formulář podepsat, ale poté, co soud odmítl okamžitě projednat soudní přezkum, nakonec souhlasil. Po skončení nominačního období byl Leung spolu s dalšími pěti aktivisty za nezávislost vyloučen.
V listopadu 2017 byl Ray Wong obviněn z podněcování k výtržnostem a podněcování ostatních k účasti na nezákonném shromáždění, 22. listopadu po soudem schválené cestě do Evropy pod podmínkou složení peněžité kauce ve výši 100 000 hongkongských dolarů se nedostavil na policii a nevrátil soudu své cestovní doklady. Vrchní soud vydal zatykač. Podle propekingských novin Wen Wej-po Wong uprchl do Spojeného království. V květnu 2018 byla Wongovi v Německu poskytnuta ochrana politického uprchlíka, když se v Hongkongu snížila ochrana svobody projevu a shromažďování a spravedlivého soudního procesu. V roce 2019 Wong zahájil prezenční studium politiky na univerzitě v Göttingenu. V červenci 2020 se Wong stal jedním z první skupiny zahraničních aktivistů hledaných hongkongskými úřady na základě nově vyhlášeného hongkongského zákona o národní bezpečnosti, který je v jeho případu uplatněn retroaktivně. Německo v reakci na zatykač na Wonga pozastavilo platnost smlouvy o vydávání osob s Hongkongem.
Dne 18. prosince 2017 oznámil Edward Leung svůj odchod z pozice mluvčího Hong Kong Indigenous před soudním procesem, v němž byl mimo jiné obviněn z podněcování k výtržnostem. Ve stejném roce byl uveden oceňovaný dokumentární film Lost in the Fumes, který vychází z jeho příběhu. V červnu 2018 byl odsouzen za výtržnosti a napadení policisty během nepokojů v Mong Kok a byl odsouzen k šesti letům vězení. V roce 2019 porota v procesu za výtržnosti v Portland Street v Mong Kok dospěla k verdiktu, že nebyl iniciátorem protestů. Leung si odpykal čtyři roky trestu ve věznici s maximální ostrahou, než byl počátkem roku 2022 za dobré chování předčasně propuštěn.
V roce 2019 byl Leung zařazen časopisem Time na seznam 100 Next, což je seznam vycházejících hvězd, od nichž se očekává, že budou utvářet budoucnost. Časopis ho označil za duchovního vůdce hongkongských protestů z roku 2019, které jsou hnutím bez vůdců.